# Остденкерк
Остденкерк је место у провинцији Западна Фландрија, на југозападној обали Белгије. Назив „Остденкерк“ преводи се као „Источни Денкерк“. Град је своје име првобитно делио са француским градом Денкерк, али је у 13. веку уз његово име додат префикс „Ост-“ како би се избегла забуна са француским градом. Плажа града је природно станиште кренгонских козица (обично познатих као сиве шкампе), нема препрека и има плитку воду. Остденкерк је познат по хватању рачића на коњима, значајној туристичкој атракцији. То је једино место на свету где се практикује риболов шкампа на коњима. Традиција се одржала преко 500 година.

## Риболов шкампа на коњима
Риболов шкампи на коњима је јединствена делатност којом се рибари овог места баве већ више од 500 година. Од 1950. године сваке године се у граду одржава и јединствени Фестивал шкампа, посвећен овој традицији. Риболов шкампи на коњима уписан је 2013. године на УНЕСКО-ву листу нематеријалног културног наслеђа.
У 15. веку риболов шкампа на коњима практиковао се на обалама Северног мора у Француској, Холандији, па чак и на југу Енглеске. Ова активност представљала је додатни приход потребан за домаћинство.

## Знаменитости
Национални музеј рибарства даје историјски преглед фламанског рибарства и између осталог приказује макете рибарских бродова од 800. године нове ере и оригиналну рибарску викендицу.